# Quaternary Research
Quaternary Research est une revue scientifique à comité de lecture consacrée aux géosciences du Quaternaire. La revue est créée en 1970, elle est désormais publiée par Cambridge University Press et éditée par Derek B. Booth, Nicholas Lancaster et Lewis A. Owen. Les éditeurs précédents comprenaient A. Lincoln Washburn, Estella B. Leopold, Stephen C. Porter, Eric Steig et Alan R. Gillespie.

## Résumé et indexation
La revue est résumée et indexée par : CABI, British and Irish Archaeological Bibliography, EBSCO, GEOBASE, Scopus, Gale, Agence internationale de l'énergie atomique, PubMed, Ovid, ProQuest, Web of Science, GeoRefIts.